# علي بن سعيد الرازي
أبو الحسن علي بن سعيد بن بشير بن مهران الرازي نزيل مصر. أحد رواة الحديث النبوي.
حدث عن: عبد الأعلى بن حماد النرسي، وجبارة بن المغلس، وبشر بن معاذ العقدي، ونوح بن عمرو السكسكي، ومحمد بن هاشم البعلي، وعبد الرحمن بن خالد بن نجيح، ونصر بن علي الجهضمي، والهيثم بن مروان، وعدة. حدث عنه: أحمد بن الحسن بن عتبة الرازي، وعبد الله بن جعفر بن الورد، ومحمد بن أحمد بن خروف، وأبو القاسم الطبراني، والحسن بن رشيق، وأبو منصور محمد بن سعيد الأبيوردي، وآخرون.
قال حمزة السهمي: «سألت الدارقطني عنه، فقال: لم يكن بذاك في حديثه، سمعت بمصر أنه كان والي قرية، وكان يطالبهم بالخراج، فما كانوا يعطونه، قال : فجمع الخنازير في المسجد، قلت فكيف هو في الحديث». قال الذهبي: «حدث بأحاديث لم يتابع عليها، وتكلم فيه أصحابنا بمصر». وقال ابن يونس : «كان يفهم ويحفظ، مات بمصر في ذي القعدة سنة تسع وتسعين ومائتين». أما علي بن سعيد العسكري مؤلف كتاب السرائر فقال: «فآخر مات سنة ثلاث عشرة وثلاثمائة».

## وفاته
توفي بن سعيد الرازي سنة 299 هـ.